# Anton Camilleri
Anton Camilleri (23 marzo 1943) è un ex calciatore maltese, di ruolo difensore.

## Carriera

### Nazionale
Ha collezionato diciassette presenze con la propria Nazionale.